# رباح (سوریه)
رَباح شهری در استان حمص و شمال باختری کشور سوریه و باختر شهر حمص است. بر پایه آمارهای سال ۲۰۰۴ جمعیت این شهر ۲٬۳۴۱ نفر است. ساکنین این شهر پیروی کلیسای یونانی ارتدکس هستند.